# Manuel Veiga (actor)
José Manuel Veiga Giménez, més conegut com a Manuel Veiga Giménez o Manuel Veiga, (Barcelona, 16 d'agost de 1964 - 8 de gener de 2019) fou un actor i dramaturg català, llicenciat en art dramàtic per l'Institut del Teatre de Barcelona. Fou autor resident del Teatre Nacional de Catalunya (T-6). Estrenà les obres Jar (Carmen Amaya in memoriam), Una hora de felicitat, 16.000 pessetes, Recreo, i Cartones. Morí el 8 de gener de 2019, als 55 anys, i dos dies després se celebrà el funeral al tanatori de Sancho d'Àvila de Barcelona.

## Teatre
Dramaturg
Obres estrenades:
- Recreo, dirigida per Pedro Mari Sánchez
- La tienda de las mil y una noches, dirigida per Marta Almirall
- Tormenta de nieve, dirigida per Manuel Dueso
- Una hora de felicitat, dirigida per F. Roda
- Jar (Carmen Amaya in memoriam), dirigida per I. Rodríguez
- Nacidas para el humor, amb Lita Claver i Paz Padilla
- 16.000 pessetes, dirigida per Joan Castells[5]

Actor
- 2004: Calígula, d'Albert Camus i dirigida per Ramon Simó i Vinyes
- 2008: Una hora de felicitat, de Manuel Veiga i dirigida per Joan Guaski i Jaume Nadal
- 2008: Cartones, de Manuel Veiga i dirigida per Víctor Alvaro
- 2009: L'inspector, de Nikolai Gógol i dirigida per Sergi Belbel
- 2009: El casament d'en Terregada, de Juli Vallmitjana i dirigida per Joan Castells
- 2010: Agost, de Tracy Letts i dirigida per Sergi Belbel
- 2012: La Bête, de David Hirson i dirigida per Sergi Belbel[9]

## Cinema
Algunes de les pel·lícules que interpretà foren:
- 1987: La rossa del bar, de Ventura Pons
- 1988: El complot dels anells, de Francesc Bellmunt
- 1993: Mal de amores, de Carles Balagué
- 1997: Tic tac, de Rosa Vergés
- 2005: L'est de la brúixola, de Jordi Torrent
- 2006: La educación de las hadas, de José Luis Cuerda
- 2009: Dos billetes, de Javier Serrano

## Televisió
Algunes de les sèries de televisió que interpretà foren:
- Dark Justice, de John Lafia (capítol "Playing the Odds")
- Nissaga de poder
- Laberint d'ombres
- Temps de silenci
- Psico-Expres
- El comisario
- Mil y una Lolas
- Hospital Central
- 23F, el dia més difícil del rei, realització: Sílvia Quer
- Gavilanes
- 14 de abril. La República

## Guardons[4]
- 1995: Premi AADPC per Tempresta
- 1995: Premi Espriu per La mort dins una baralla de naips
- 1997: Premi SGAE per Recreo
- 2001: Premi Serra i Moret per Trayecto final
- 2004: Premi Manuel de Pedrolo per El cant de la Sirena
- 2005: Finalista Premi Fundació Romea per Aluminosi
- 2006: Accèssit SGAE per Cartones
- 2009: Gaudí al millor curtmetratge per Turismo, basat en un text de l'autor, dir.: Mercè Sampietro.
- 2011: Premi Lleida de narrativa en sentit ampli (teatre) per Els altres Candels